# Normafa
Normafa ([ˈnoɾmɒfɒ] ; en allemand : Wetterbaum) est un vaste espace boisé de Budapest, situé sur les hauteurs du 12e arrondissement, à proximité du János-hegy et du Sváb-hegy, à la frontière entre les quartiers de Svábhegy et de Budakeszierdő.
Le site est desservi par le Gyermekvasút en Gare de Normafa. Ce « train des enfants » circule dans la partie budapestoise des collines de Buda. Normafa est un espace très fréquenté par les Budapestois, en raison de sa facilité d'accès et du belvédère qu'il offre sur la ville. 

## Origine du nom

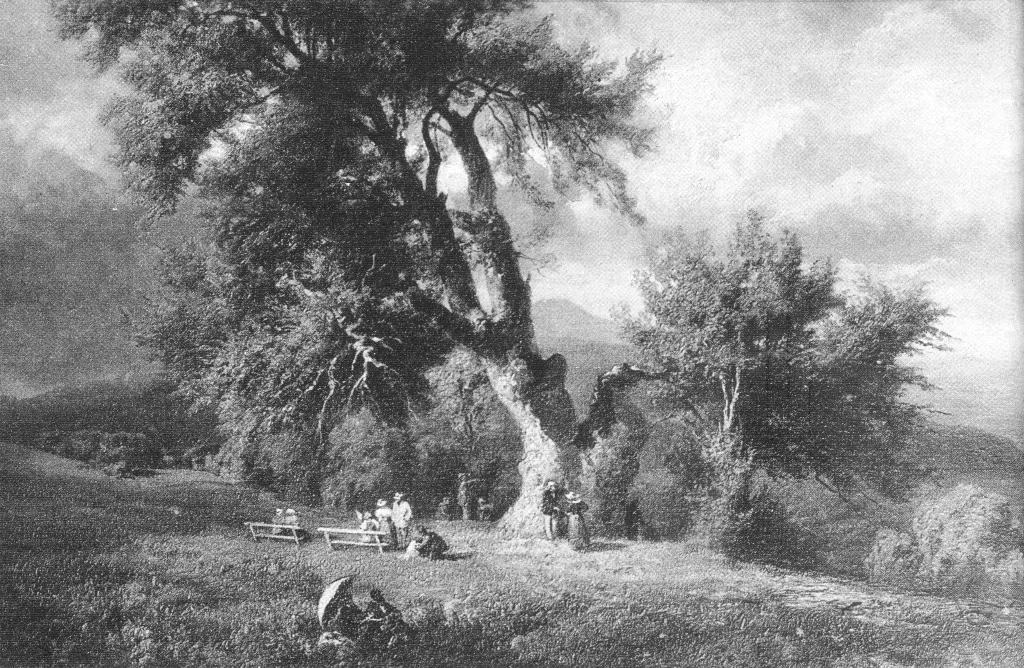
L'arbre Normafa en 1870.

Le lieu a pris le nom d'un hêtre centenaire qui s'y trouvait, dit-on, depuis l'époque du roi Mátyás (XVe siècle). En 1840, il était connu sous le nom de Viharbükk (« hêtre de la tempête ») lorsque la cantatrice Rozália Schodel, en remerciement d'un cadeau que lui faisaient les membres du Théâtre national fréquentant ce lieu d'excursions, y chante l'aria Casta Diva du personnage de Norma dans l'opéra Norma de Vincenzo Bellini, en faisant allusion à l'arbre à travers les paroles (« chaste déesse qui argentes ces antiques feuillages sacrés ») ; c'est alors que l'arbre a commencé à être appelé Normafa (« arbre de Norma »). L'arbre est mort foudroyé en 1927, et a été remplacé par un nouveau hêtre en 1962.